# Joseph Mazzello
Joseph Mazzello est un acteur, scénariste, producteur et réalisateur américain, né le 21 septembre 1983 à Rhinebeck.
Il accède à la notoriété internationale pour son rôle du jeune Tim Murphy dans Jurassic Park, en 1993. Par la suite, il joue notamment, en 2010, Eugene Sledge dans la mini-série L’Enfer du Pacifique (The Pacific), puis Dustin Moskovitz dans The Social Network (2010) et John Deacon, le bassiste de Queen, dans Bohemian Rhapsody (2018).

## Biographie

### Jeunesse et formations
Joseph Mazzello naît à Rhinebeck, dans l'État de New York. Il grandit à Hyde Park, dans le même État. Sa mère, Virginia (née Strong), est d'origine irlandaise et anglaise, et son père, Joseph Mazzello Jr, ancien propriétaire d'un studio de danse,, est d'origine juive italienne aux trois quarts et allemand au quart. Il a une sœur plus âgée, Mary, et un frère plus jeune, John, qui a joué dans des films.
Jeune, il assiste aux cours à l'école catholique Notre-Dame de Lourdes (en). Il étudie à l'université du Sud de la Californie, à Los Angeles, accédant à l'école d'Arts cinématographiques, en 2001, à la suite d'une lettre de recommandation du réalisateur Steven Spielberg. Il a payé ses études grâce au cachet du film Le Monde perdu : Jurassic Park (The Lost World: Jurassic Park, 1997), dans lequel il est acteur. Il le qualifie en plaisantant comme « son cadeau de remise des diplômes » de la part de Steven Spielberg.

### Carrière
En 1990, Joseph Mazzello commence sa carrière d'acteur dans le téléfilm Unspeakable Acts de Linda Otto, et apparaît dans son premier long métrage Présumé Innocent (Presumed Innocent) d'Alan J. Pakula, aux côtés de Harrison Ford.
En 1992, il est victime de maltraitance par son beau-père alcoolique dans Le Rêve de Bobby (Radio Flyer) de Richard Donner, aux côtés de Elijah Wood dans le rôle de son grand frère.
En 1993, il est appelé par Steven Spielberg pour le rôle du jeune Tim Murphy dans Jurassic Park. Le réalisateur a tenu sa promesse, puisque lorsqu'il a fait un bout d'essai pour un rôle dans Hook ou la Revanche du capitaine Crochet (Hook, 1991), en fin des années 1990, il l’avait estimé trop jeune. Il y joue aux côtés de Sam Neill, Laura Dern, Jeff Goldblum et Richard Attenborough. Il retrouve ce dernier, dans la même année, pour son film biographique Les Ombres du cœur (Shadowlands) dans le rôle de Douglas Gresham.
En 1994, il obtient le prix Young Artist Award du meilleur jeune acteur dans Jurassic Park.
En 1997, il reprend le rôle de Tim Murphy pour une courte apparition dans Le Monde perdu : Jurassic Park (The Lost World: Jurassic Park) de Steven Spielberg.
En 2007, il présente son premier court métrage Matters of Life and Death, en tant qu'acteur, scénariste, producteur et réalisateur.
En 2010, il endosse les costumes d'Eugene B. Sledge dans la mini-série L’Enfer du Pacifique (The Pacific). Même année, il incarne Dustin Moskovitz, cofondateur de Facebook avec l'un de ses camarades de classe Mark Zuckerberg, dans The Social Network de David Fincher.

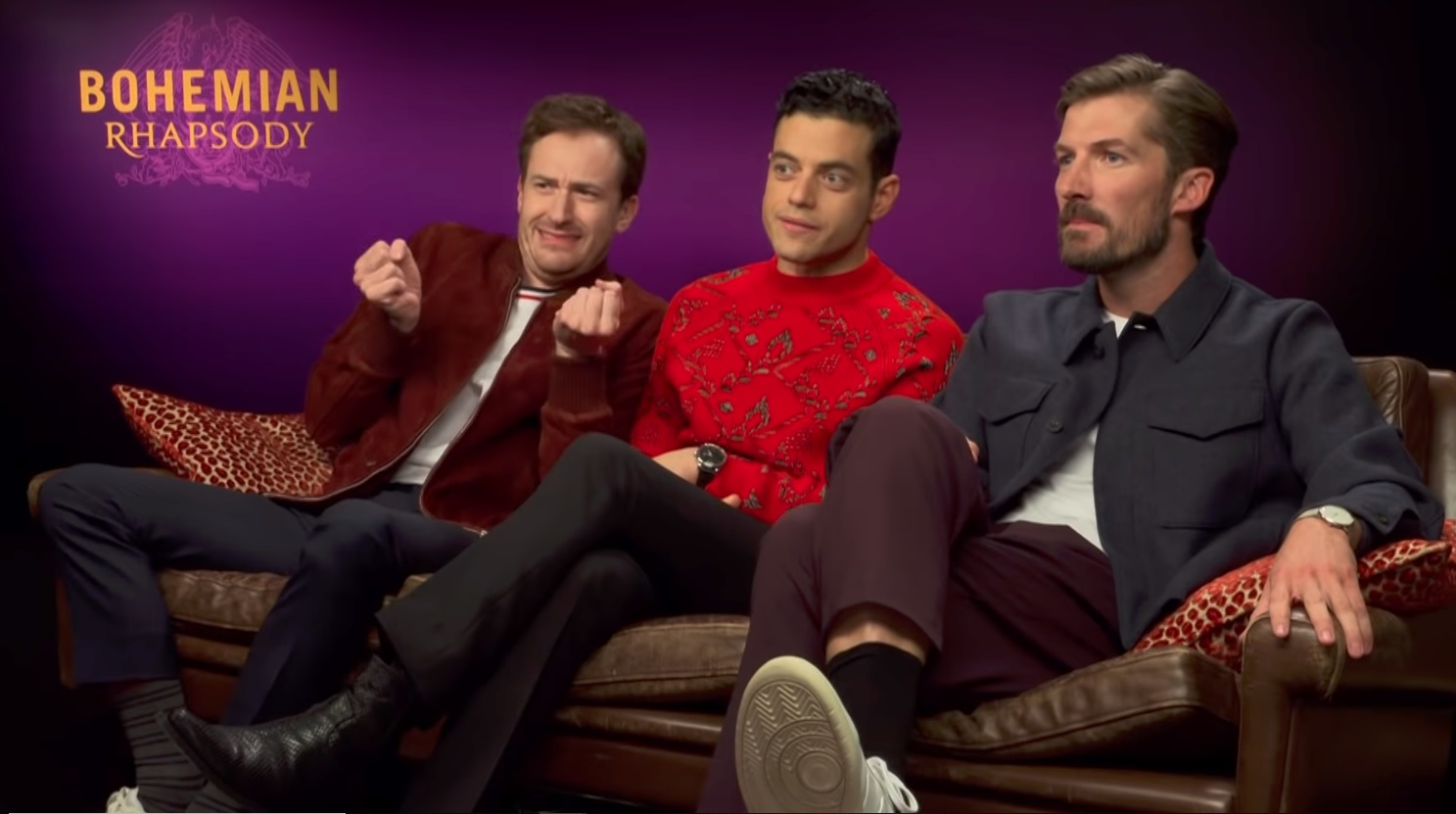
Joseph Mazzello, avec Rami Malek et Gwilym Lee, en pleine promotion de Bohemian Rhapsody, en 2018.

En août 2017, on apprend qu'il incarne John Deacon, un des membres du groupe Queen, dans le film Bohemian Rhapsody de Bryan Singer. Le film remporte, en 2018, un énorme succès international, 53e film à passer les 900 millions de dollars de recettes mondiales ; il devient le film biographique musical le plus rentable de l'histoire et le troisième plus gros succès de la 20th Century Fox.
En 2021, il apparaît dans le rôle du homme politique Paul Begala dans la série American Crime Story.

## Filmographie

### En tant qu'acteur

#### Cinéma

##### Longs métrages
- 1990 : Présumé Innocent (Presumed Innocent) d'Alan J. Pakula : Wendell McGaffney
- 1992 : Le Rêve de Bobby (Radio Flyer) de Richard Donner : Bobby
- 1992 : Jersey Girl de David Burton Morris : Jason
- 1993 : Jurassic Park de Steven Spielberg : Tim Murphy
- 1993 : Les Ombres du cœur (Shadowlands) de Richard Attenborough : Douglas Gresham
- 1994 : La Rivière sauvage (The River Wild) de Curtis Hanson : Roarke Hartman
- 1995 : The Cure de Peter Horton : Dexter
- 1995 : Trois Vœux (Three Wishes) de Martha Coolidge : Tom Holman
- 1997 : Le Monde perdu : Jurassic Park (The Lost World: Jurassic Park) de Steven Spielberg : Tim Murphy
- 1997 : Star Kid de Manny Coto : Spencer Griffith
- 1998 : Simon Birch de Mark Steven Johnson : Joe Wenteworth
- 2001 : Wooly Boys de Leszek Burzynski : Charles
- 2004 : Fashion Maman (Raising Helen) de Garry Marshall : Peter
- 2006 : The Sensation of Sight d'Aaron J. Wiederspahn : Tripp
- 2010 : The Social Network de David Fincher : Dustin Moskovitz
- 2013 : G.I. Joe : Conspiration (G.I. Joe: Retaliation) de Jon Chu : Mouse
- 2013 : Dear Sidewalk de Jake Oelman : Gardner
- 2015 : Undrafted de lui-même : Murray
- 2018 : Bohemian Rhapsody de Bryan Singer : John Deacon

##### Courts métrages
- 2007 : Matters of Life and Death de lui-même : David Jennings
- 2009 : Beyond All Boundaries de David Briggs : Eugene B. Sledge (voix)
- 2011 : Allison de Charles Hood : Joe
- 2012 : First Kiss de Charles Hood : Derek

#### Télévision

##### Téléfilms
- 1990 : Unspeakable Acts de Linda Otto : Jason Harrison
- 1992 : Desperate Choices: To Save My Child de Andy Tennant : Willy Robins
- 1995 : A Father for Charlie de Jeff Bleckner : Charlie
- 2004 : The Hollow de Kyle Newman : Scott
- 2011 : Georgetown de Mark Piznarski : Peter Brooks

##### Séries télévisées
- 1998 : Les Contes de mon enfance (Stories from My Childhood) (voix ; saison 1, épisode 5 : Pinocchio and the Golden Key)
- 2002 : Providence : Tony (2 épisodes)
- 2003 : Les Experts (CSI: Crime Scene Investigation) : Justin Lamond (saison 3, épisode 14 : One Hit Wonder)
- 2004 : FBI : Portés disparus (Without a Trace) : Sean Stanley (saison 2, épisode 18 : Legacy)
- 2010 : L’Enfer du Pacifique (The Pacific) : Eugene B. Sledge : (mini-série ; 10 épisodes)
- 2012 : Coma : Geoffrey Fairweather (2 épisodes)
- 2013 : Justified : Billy St. Cyr (3 épisodes)
- 2014 : Person of Interest : Daniel Casey (2 épisodes)
- 2016 : Elementary : Griffin (saison 4, épisode 13 : A Study in Charlotte)
- 2021 : American Crime Story : Paul Begala (3 épisodes)

### En tant que scénariste, producteur et réalisateur

#### Long métrage
- 2015 : Undrafted

#### Court métrage
- 2007 : Matters of Life and Death

## Distinctions
Sauf indication contraire, les informations mentionnées dans cette section peuvent être confirmées par la base de données cinématographiques IMDb,  présente dans la section « Liens externes ».

### Récompenses
- Festival international du film de Rhode Island 2007 : prix de la Découverte directoriale pour son premier long métrage Matters of Life and Death
- Cérémonie des Phoenix Film Critics Society Awards 2010 : meilleure distribution pour The Social Network (partagé avec les acteurs)
- Cérémonie des San Diego Film Critics Society Awards 2010 : meilleure distribution pour The Social Network (partagé avec les acteurs)
- Festival du film de Hollywood 2010 : meilleure distribution de l'année pour The Social Network (partagé avec les acteurs)
- Festival international du film de Palm Springs 2011 : meilleure distribution pour The Social Network (partagé avec les acteurs)

### Nominations
- Cérémonie des Young Artist Awards 1993 : meilleur jeune acteur au-dessous de 10 ans dans Le Rêve de Bobby (Radio Flyer)
- Cérémonie des Saturn Awards 1994 : meilleur jeune acteur dans Jurassic Park
- Cérémonie des Young Artist Awards 1994 : meilleur jeune acteur dans Jurassic Park
- Cérémonie des Young Artist Awards 1996 : meilleur jeune acteur dans un second rôle dans The Cure
- Cérémonie des Young Artist Awards 1999 : meilleur jeune acteur dans Simon Birch
- Cérémonie des Washington DC Area Film Critics Association Awards 2010 : meilleure distribution pour The Social Network (partagé avec les acteurs)
- Cérémonie des Central Ohio Film Critics Association Awards 2011 : meilleure distribution pour The Social Network (partagé avec les acteurs)
- Cérémonie des Gold Derby Awards 2011 : meilleure distribution pour The Social Network (partagé avec les acteurs)
- Cérémonie des Screen Actors Guild Awards 2019 : meilleure distribution pour Bohemian Rhapsody (partagé avec les acteurs)